# Avenue Ruysdaël
L’avenue Ruysdaël est une voie du 8e arrondissement de Paris.

## Situation et accès
Cette voie qui fait partie du parc Monceau commence place de Rio-de-Janeiro, à l'intersection de la rue de Monceau, de la rue de Lisbonne et de l'avenue de Messine et se termine au parc Monceau.
Le quartier est desservi par la ligne 2 à la station Monceau.

## Origine du nom
Elle tire son nom en souvenir du célèbre peintre hollandais Jacob van Ruisdael (1628-1682).

## Historique
L'avenue Ruysdaël est ouverte vers 1861 et a reçu sa dénomination par un décret du 11 septembre 1869.

## Bâtiments remarquables et lieux de mémoire
- No 1 : hôtel Crosnier (voir le 1, rue Murillo).

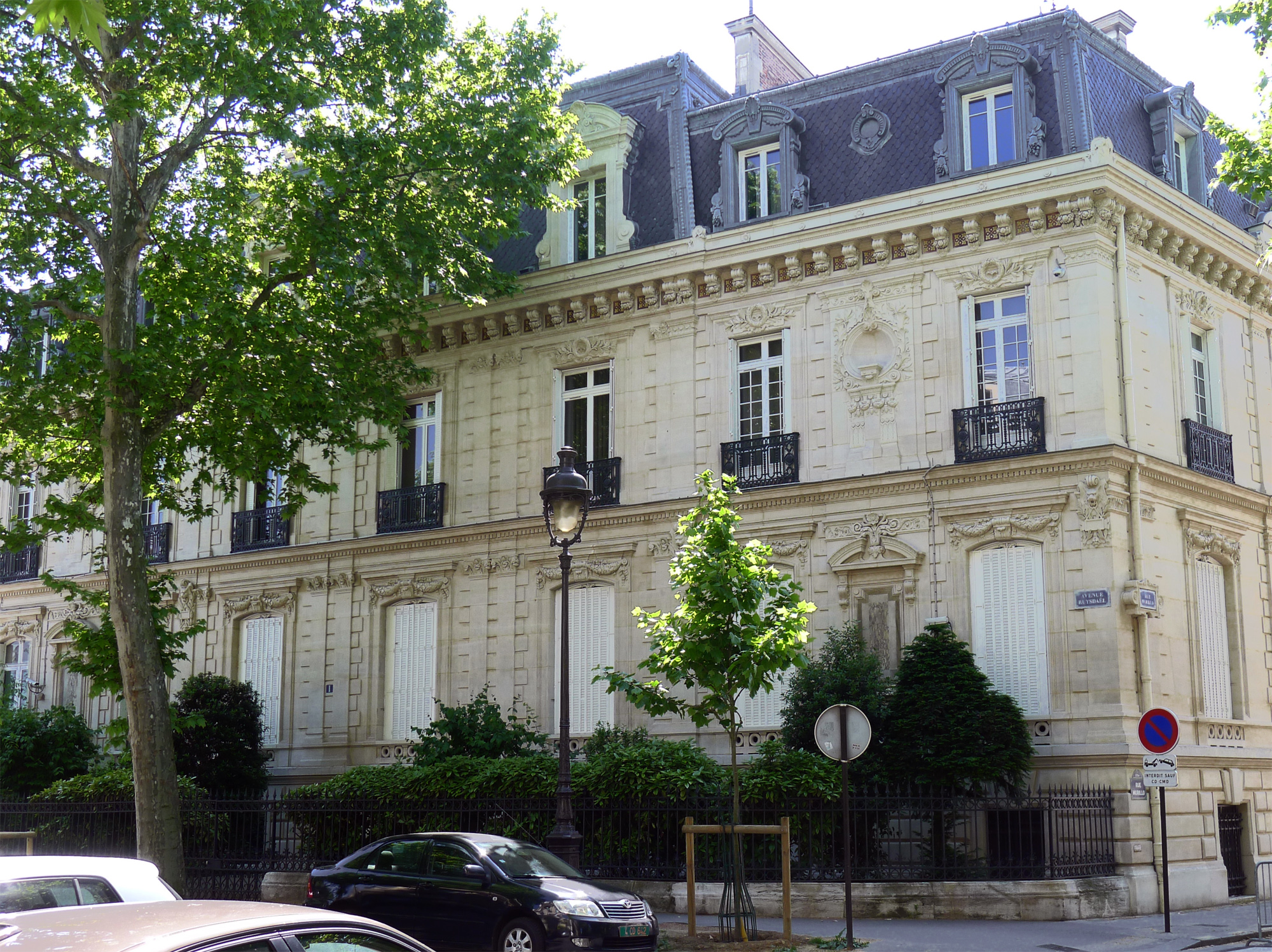
No 1.

- No 2 : la chancellerie de l'Ordre de la Libération s'y installa de 1954 à 1967.
- No 3 : hôtel Dreyfus. Hôtel acquis en 1874 par l'homme d'affaires Auguste Dreyfus (1827-1897), et qui a été après lui la résidence de sa veuve, Luisa González Orbegoso (1847-1924), marquise de Villahermosa[1]. Ancien petit commerçant en « objets, produits et denrées de luxe » au Pérou devenu un industriel richissime, Dreyfus y accumula d’extraordinaires collections d’œuvres d’art dont il fit dresser l’inventaire détaillé une dizaine d’années plus tard, qui mentionne des tableaux de maîtres anciens (Velasquez, Zurbaran, Murillo, Goya, Rubens, Ruysdael, Le Lorrain) et modernes (Courbet, Corot ou Meissonier), des tapisseries flamandes du XVIe siècle, des broderies au petit point du XVIe siècle espagnol, des tapisseries des Gobelins et de Beauvais, une collection de tabatières, bonbonnières, châtelaines et montres du XVIIIe siècle, des pièces d’orfèvrerie, des vases japonais ou chinois en bronze, des ivoires, jades, laques de Chine, des antiquités péruviennes, des porcelaines et faïences, des armes anciennes, etc. Au deuxième étage se trouvait à côté de la bibliothèque le « petit cabinet des étoffes » où étaient conservées 335 pièces de tissus précieux estimés 8 000 francs : robes de Chine ou du règne de Louis XV, coussins en broderie persane de soie, coussins de gondole vénitien du XVIIIe siècle, morceaux de soie en lés d’époque Louis XV ou Louis XVI, broderie d’or, étoles et chasubles, chapes en damas ou en satin, passementerie et dentelles… Les 11 coffres en bois qui contenaient un service en vermeil de la maison Odiot de 500 pièces dont 98 plats, les 11 placards de l’office où se trouvaient les services de porcelaine et de cristal, ainsi que les 20 placards de la lingerie témoignaient également de l’opulence de la maison… qui marqua de même la « maison de campagne » de Pontchartrain, domaine acquis par Dreyfus en 1888 et que ses héritiers conservèrent jusqu'en 1932. Aujourd'hui, c'est le siège de la société Rolex.

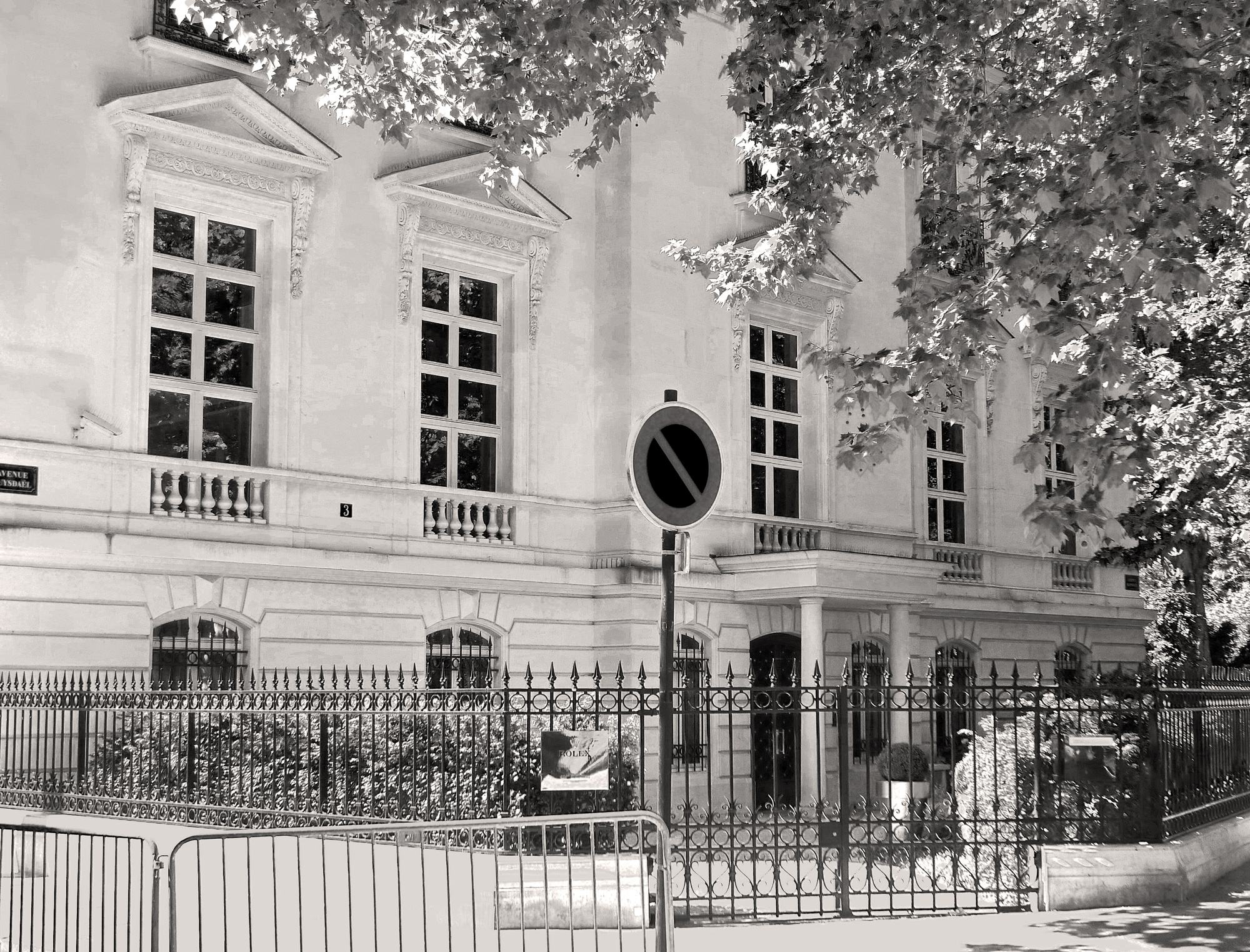
No 3.

Plan de l'avenue Ruysdaël.

- No 4 : hôtel Menier. Hôtel particulier construit en 1875 pour M. Lecomte par l'architecte Jules Pellechet. En 1878, Gaston Menier achète l’hôtel à l'industriel originaire de Mulhouse Georges Michel dit Jules Koechlin (1816-1882) (voir « Famille Koechlin ») et fait exécuter des travaux de décoration intérieure, en particulier les belles mosaïques de l’escalier, qui portent la date de 1879. Il en prend possession en 1880, l’année de son mariage. En 1885, il fait construire par l'architecte Henri Parent les communs qui se trouvent dans la cour située derrière le bâtiment principal (les anciennes écuries ont conservé les anneaux où l’on attachait les chevaux ; l’emplacement où se trouve la collection Bouvet devait servir de remise pour les voitures). Au-dessus de ces communs se trouve l’étage construit en encorbellement et reposant sur un système d’arcs entrecroisés. Il est éclairé par de curieuses fenêtres néo-mauresques dans le style de celles de l’hôtel d'Henri Menier rue Alfred-de-Vigny. Cet étage était occupé par une « salle mauresque » destinée aux réceptions et aux représentations théâtrales. Présence aussi d'éléments néo-normands[2]. Gaston Menier rapporte :

« Comme je manquais de place, j’avais fait construire des écuries souterraines desservies par une rampe en pente douce. Les voitures occupaient le rez-de-chaussée et au-dessus j’avais aménagé un grand salon de style mauresque qui a servi souvent de lieu de réunions pour les fêtes musicales, des bals et pour y jouer la comédie. C’est là en effet où nous avons joué des opérettes, notamment Orphée aux Enfers, La Fille de madame Angot, Fleur-de-Thé, etc., dans le cadre restreint qui s’adaptait beaucoup mieux à ces œuvres charmantes que ces grands théâtres eux-mêmes dans lesquels ces pièces avaient été reprises. Ma femme, avec sa voix charmante, était “la prima donna” de la troupe qui également en faisaient partie nos amis : Georges Godillot et sa femme qu’on appelait “la Princesse” depuis que Dumas fils avait fait jouer sa jolie pièce La Princesse Georges, Elisa Raffard qu’on appelait “la Baronne” en souvenir d’un rôle d’une opérette de Delibes L'Omelette à la Follembuche [sic], Marie Favier, Marie Lecomte, Marguerite Godillot étaient aussi de la troupe avec leurs maris et d’autres amis tels que René Cogniet et René Pépin-le-Haleur, pendant que Maurice Lecomte exécutait brillamment du violon. Notre théâtre comportait même un municipal, Albert Menier, et un pompier, qui est devenu célèbre, le peintre Forain. À la fin du premier acte de Orphée aux Enfers, mon fils Georges qui avait à l’époque 8 ans, était monté au premier étage avec son poney “Vulcain” ferré spécialement avec du caoutchouc ; il représentait ainsi la charge contre l’attroupement formé par le chansonnier Ange Pitou. […] En 1892, j’ai eu le grand malheur de perdre ma femme, à la suite de la naissance de mon fils Jacques. […] Je suis resté atterré et d’une telle façon que je n’ai même pas pu suivre son enterrement, conduit par mes frères Henri et Albert. Cette disparition a été pour moi une douleur très grande ; le petit Jacques ne se ressentait de rien et dès que cela fut possible je l’emmenai à Rentilly où je m’installais pendant toute l’année. Ce terrible malheur fut pour moi une épreuve excessivement dure et je n’ai pas perdu le souvenir de son amertume. Mon fils Georges qui avait 12 ans continuait à se développer à Rentilly où s’écoulèrent les premières années de mon fils Jacques. Ma belle-sœur Elisa était venue, avec son mari, son fils Maurice, sa fille Elène, s’installer à Rentilly et pendant 10 ans y ont habité, ainsi que le deuxième étage de l’hôtel de la rue de Monceau que j’avais acheté parce que j’avais un souvenir trop cruel de celui de l’avenue Ruysdaël »

Gaston Menier avait également fait installer dans la salle à manger de son hôtel, en 1887, un célèbre petit train électrique de table qui apportait les plats devant chaque convive. Hôtel de M. P. Lozouet en 1910. Depuis 1953, l'hôtel abrite le Conseil national de l'ordre des pharmaciens.

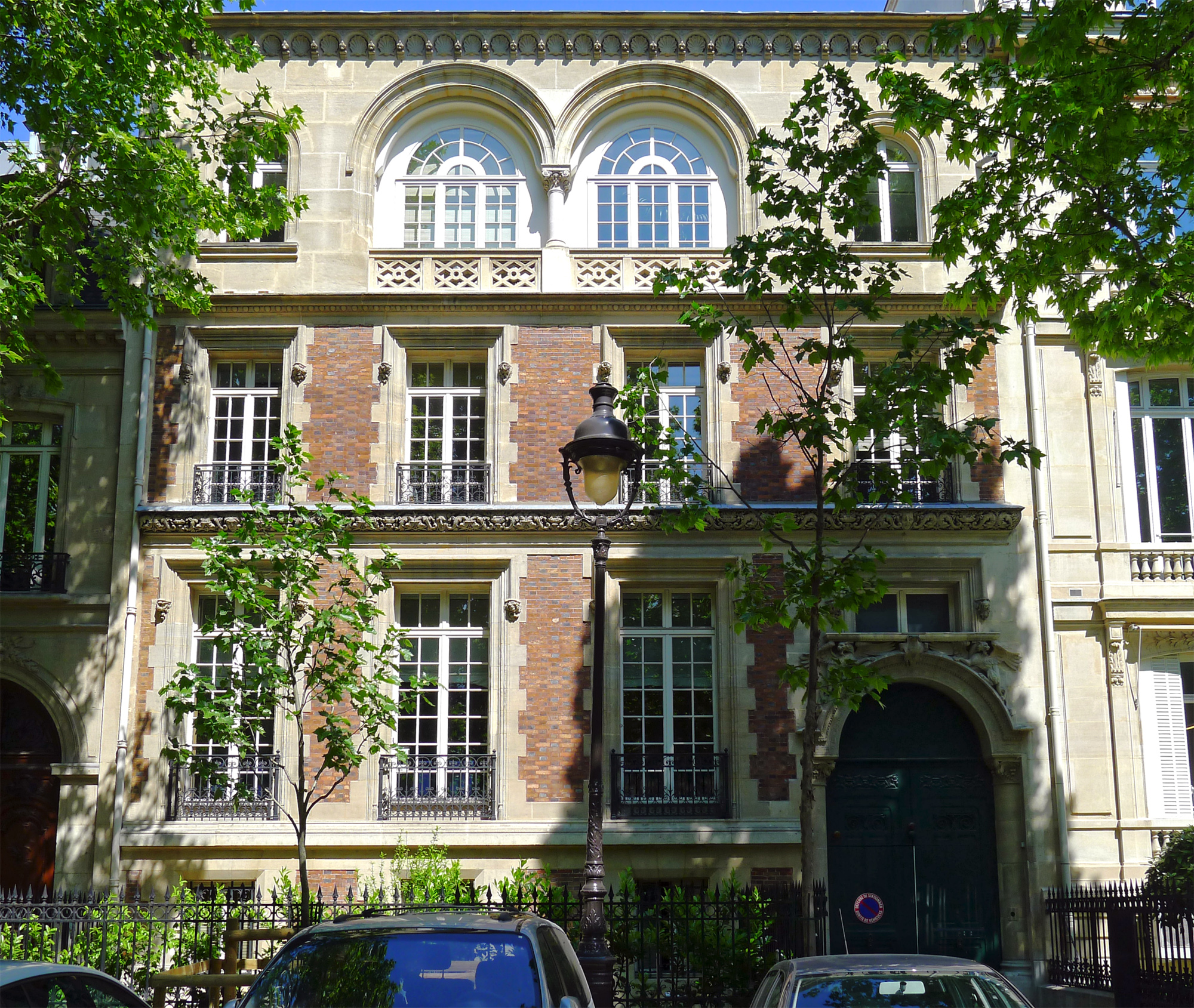
No 4.
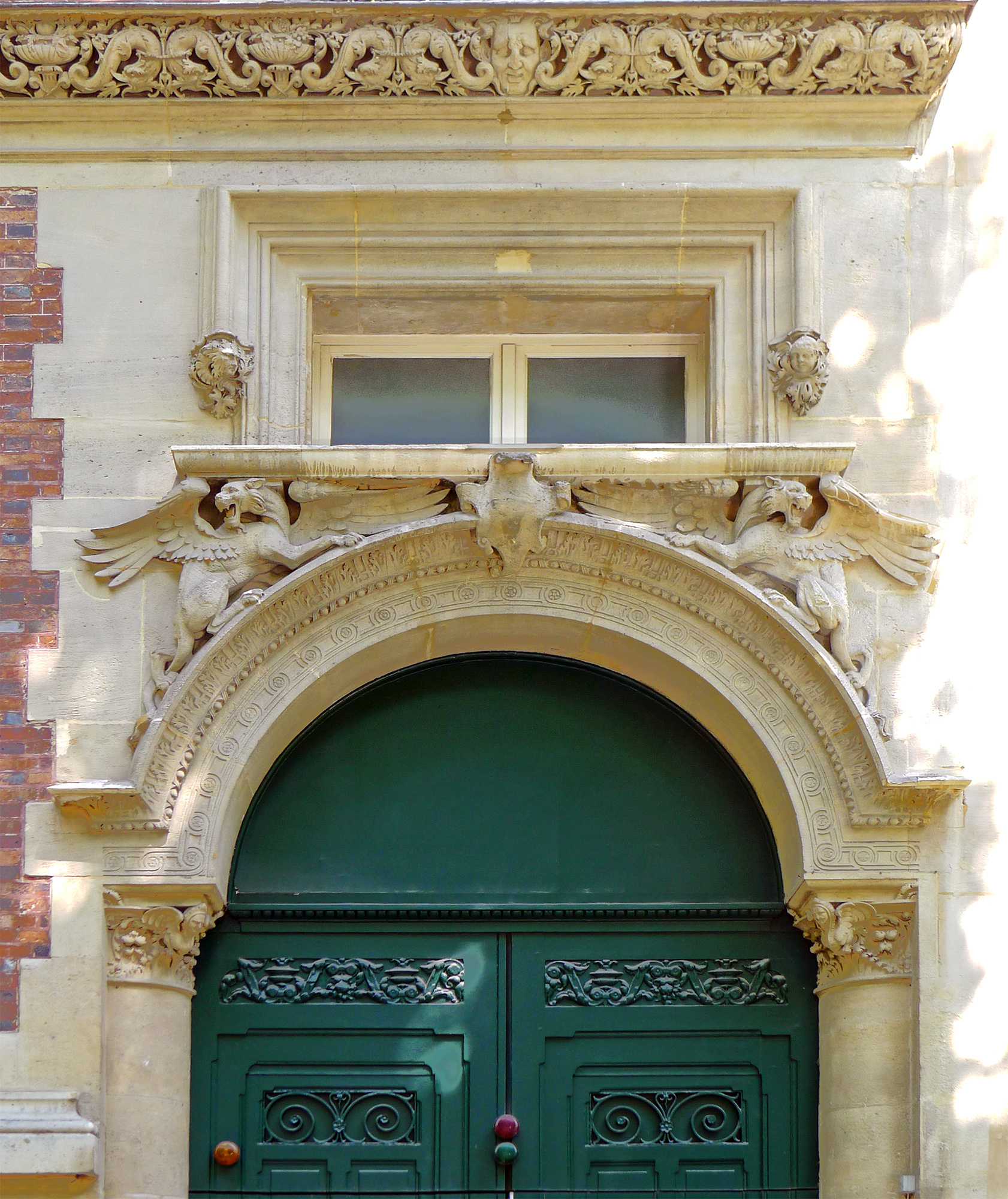
Encadrement de la porte.
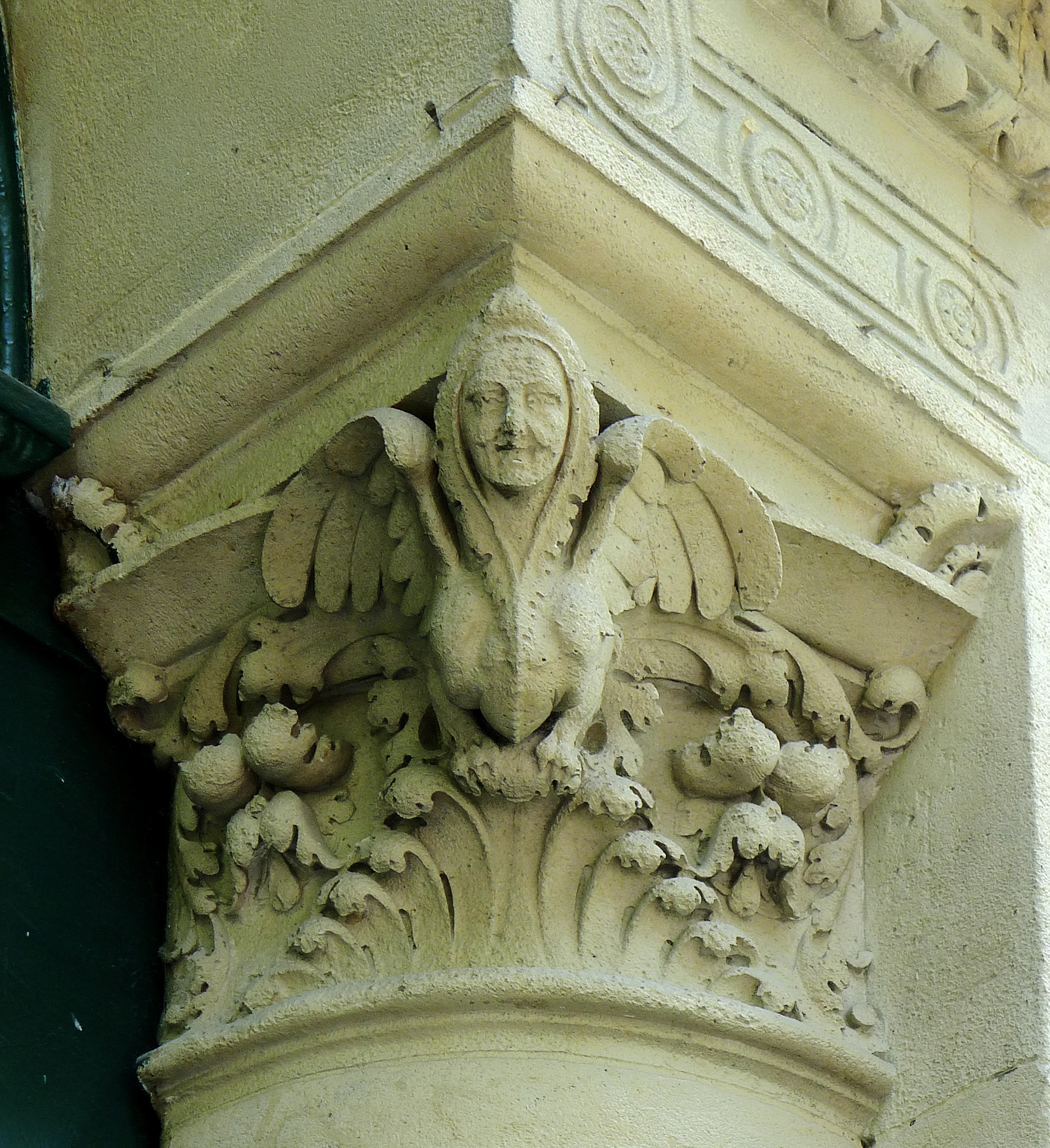
Détail d'un chapiteau.

- No 6 : hôtel d'Émile Bieckert (1837-1913), brasseur alsacien qui avait fait fortune en Argentine avant de revenir vivre en France en 1889, passant le plus clair de son temps dans le Midi (en 1910)[1].

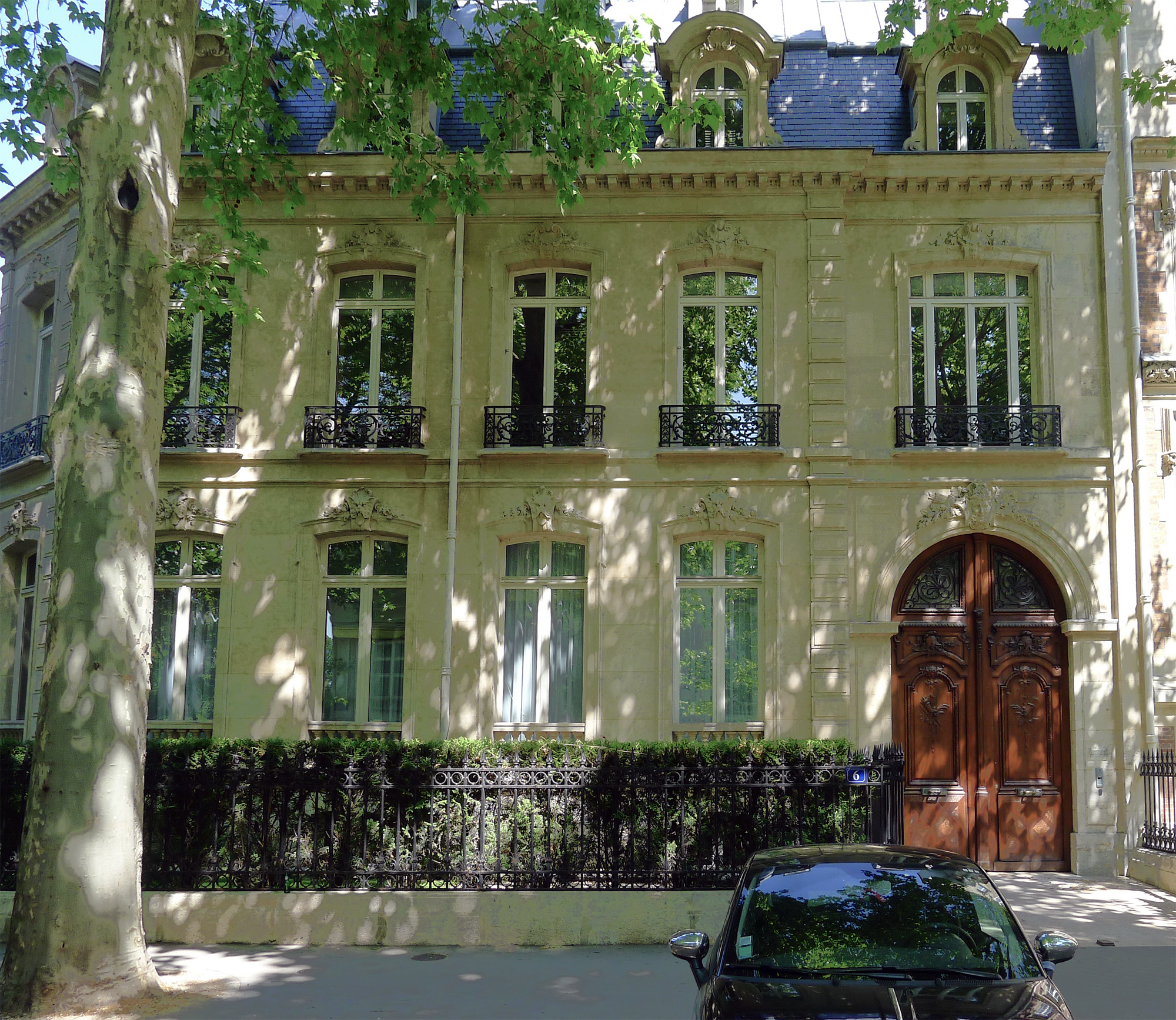
No 6.
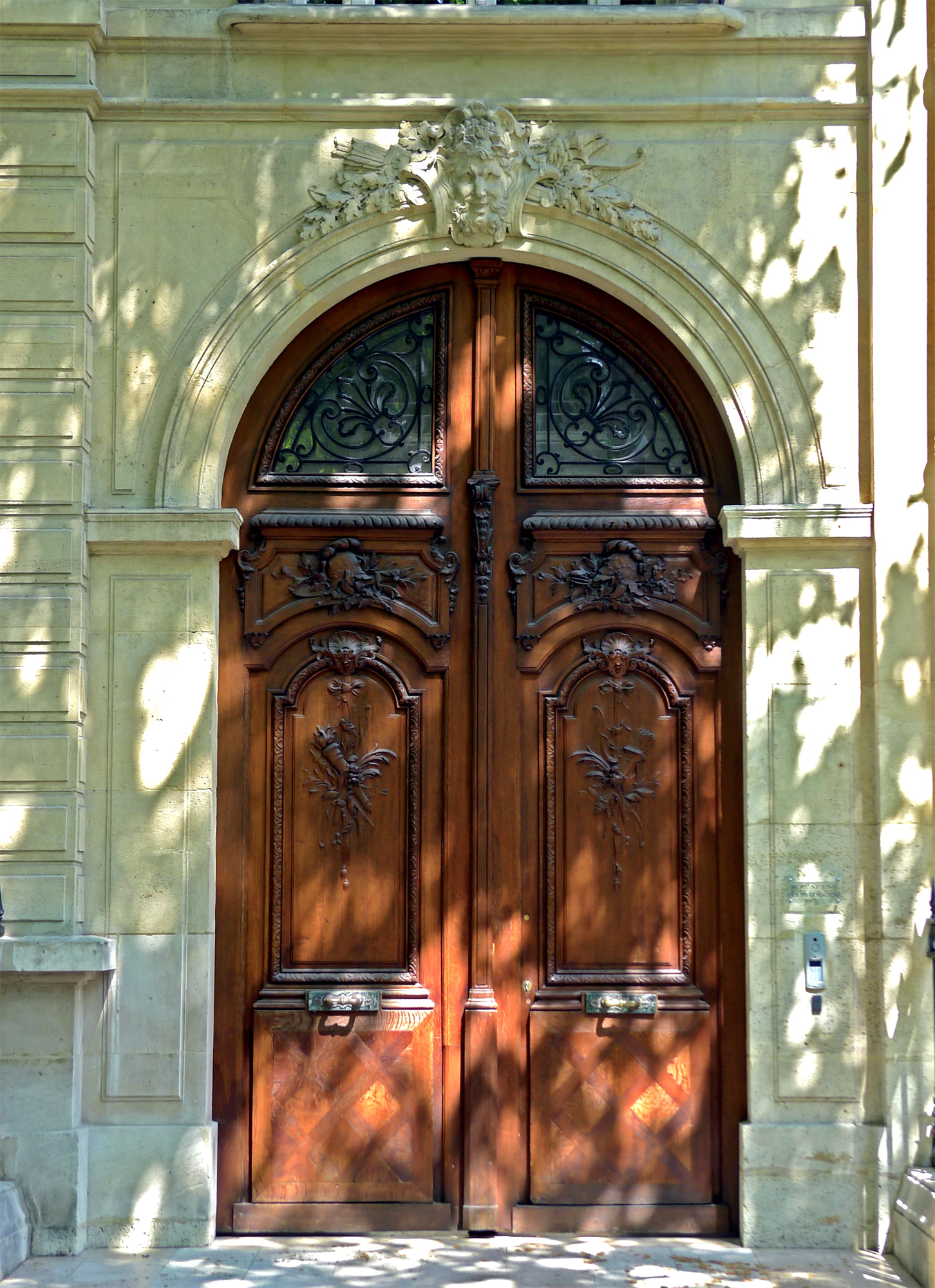
Porte.